# Aarwangen (district)
Het district Aarwangen in het Zwitserse kanton Bern met als hoofdplaats Aarwangen omvat 25 gemeenten met een totale oppervlakte van 154 km²:
| Gemeentenaam         | Inwoners (1 januari 2005) | Oppervlakte (km²) |
| -------------------- | ------------------------- | ----------------- |
| Aarwangen            | 4089                      | 9,9               |
| Auswil               | 483                       | 4,6               |
| Bannwil              | 651                       | 4,8               |
| Bleienbach           | 696                       | 5,7               |
| Busswil bei Melchnau | 191                       | 2,8               |
| Gondiswil            | 729                       | 9,4               |
| Kleindietwil         | 508                       | 2,7               |
| Langenthal           | 14.185                    | 14,4              |
| Leimiswil            | 453                       | 4,6               |
| Lotzwil              | 2369                      | 6,2               |
| Madiswil             | 2001                      | 15,2              |
| Melchnau             | 1493                      | 10,4              |
| Obersteckholz        | 390                       | 3,9               |
| Oeschenbach          | 270                       | 3,9               |
| Reisiswil            | 200                       | 2,0               |
| Roggwil              | 3743                      | 7,8               |
| Rohrbach             | 1401                      | 4,1               |
| Rohrbachgraben       | 455                       | 6,5               |
| Rütschelen           | 534                       | 4,0               |
| Schwarzhäusern       | 438                       | 3,7               |
| Thunstetten          | 2995                      | 9,7               |
| Untersteckholz       | 157                       | 2,8               |
| Ursenbach            | 914                       | 9,2               |
| Wynau                | 1712                      | 5,1               |

Aarberg · Aarwangen · Bern · Biel · Büren · Burgdorf · Courtelary · Erlach · Fraubrunnen · Frutigen · Interlaken · Konolfingen · Laupen · Moutier · La Neuveville · Nidau · Niedersimmental · Oberhasli · Obersimmental · Saanen · Schwarzenburg · Seftigen · Signau · Thun · Trachselwald · Wangen